# Noidans-le-Ferroux
Noidans-le-Ferroux és un municipi francès situat al departament de l'Alt Saona i a la regió de Borgonya - Franc Comtat. L'any 2007 tenia 600 habitants.

## Demografia

### Població
El 2007 la població de fet de Noidans-le-Ferroux era de 600 persones. Hi havia 266 famílies, de les quals 78 eren unipersonals (43 homes vivint sols i 35 dones vivint soles), 102 parelles sense fills, 74 parelles amb fills i 12 famílies monoparentals amb fills.
La població ha evolucionat segons el següent gràfic:
Habitants censats

### Habitatges
El 2007 hi havia 300 habitatges, 266 eren l'habitatge principal de la família, 19 eren segones residències i 15 estaven desocupats. 281 eren cases i 18 eren apartaments. Dels 266 habitatges principals, 211 estaven ocupats pels seus propietaris, 49 estaven llogats i ocupats pels llogaters i 6 estaven cedits a títol gratuït; 3 tenien una cambra, 12 en tenien dues, 38 en tenien tres, 80 en tenien quatre i 133 en tenien cinc o més. 210 habitatges disposaven pel capbaix d'una plaça de pàrquing. A 100 habitatges hi havia un automòbil i a 128 n'hi havia dos o més.

### Piràmide de població
La piràmide de població per edats i sexe el 2009 era:
| Homes | Edats   | Dones |
| ----- | ------- | ----- |
| 0     | 95 o +  | 0     |
| 0     | 90 a 94 | 4     |
| 4     | 85 a 89 | 0     |
| 0     | 80 a 84 | 8     |
| 8     | 75 a 79 | 12    |
| 24    | 70 a 74 | 16    |
| 12    | 65 a 69 | 20    |
| 8     | 60 a 64 | 8     |
| 12    | 55 a 59 | 16    |
| 16    | 50 a 54 | 12    |
| 16    | 45 a 49 | 8     |
| 28    | 40 a 44 | 32    |
| 16    | 35 a 39 | 16    |
| 20    | 30 a 34 | 24    |
| 32    | 25 a 29 | 20    |
| 16    | 20 a 24 | 12    |
| 20    | 15 a 19 | 20    |
| 16    | 10 a 14 | 24    |
| 20    | 5 a 9   | 16    |
| 12    | 0 a 4   | 8     |

## Economia
El 2007 la població en edat de treballar era de 391 persones, 318 eren actives i 73 eren inactives. De les 318 persones actives 297 estaven ocupades (163 homes i 134 dones) i 22 estaven aturades (9 homes i 13 dones). De les 73 persones inactives 25 estaven jubilades, 22 estaven estudiant i 26 estaven classificades com a «altres inactius».

### Ingressos
El 2009 a Noidans-le-Ferroux hi havia 263 unitats fiscals que integraven 628 persones, la mediana anual d'ingressos fiscals per persona era de 17.359 €.

### Activitats econòmiques
Dels 37  establiments que hi havia el 2007, 5 eren d'empreses extractives, 1 d'una empresa alimentària, 1 d'una empresa de fabricació de material elèctric, 7 d'empreses de construcció, 7 d'empreses de comerç i reparació d'automòbils, 3 d'empreses de transport, 1 d'una empresa d'hostatgeria i restauració, 1 d'una empresa financera, 3 d'empreses immobiliàries, 3 d'empreses de serveis, 4 d'entitats de l'administració pública i 1 d'una empresa classificada com a «altres activitats de serveis».
Dels 15 establiments de servei als particulars que hi havia el 2009, 1 era una oficina bancària, 2 tallers de reparació d'automòbils i de material agrícola, 2 paletes, 1 guixaire pintor, 1 fusteria, 2 lampisteries, 1 electricista, 1 perruqueria, 1 restaurant i 3 agències immobiliàries.
Dels 2 establiments comercials que hi havia el 2009, 1 era una botiga de més de 120 m² i 1 una botiga de menys de 120 m².
L'any 2000 a Noidans-le-Ferroux hi havia 7 explotacions agrícoles.

## Equipaments sanitaris i escolars
L'únic equipament sanitari que hi havia el 2009 era una farmàcia.
El 2009 hi havia una escola elemental.

## Poblacions més properes
El següent diagrama mostra les poblacions més properes.